# 週刊とり☆リンク
週刊とり☆リンク（しゅうかんとり・りんく）は、2012年4月18日から2017年3月11日まで山陰放送（BSSテレビ）で毎週土曜日に放送されていたミニ番組。2017年4月15日からマルっと!とっとりにリニューアル。

## 概要
鳥取県のゆるキャラとともに鳥取県の取り組みを伝える広報番組。
番組ホームページから会員に登録すると、番組終了後すぐに放送内容等の記されたメールが届く。

## 放送時間
- 毎週水曜 19:55 - 20:00 （2012年4月 - 2014年3月）
- 毎週土曜 21:54 - 22:00 （2014年4月 -2017年3月）
キー局の特別番組（土曜日の場合『オールスター感謝祭』等）放送時は休止。

## 出演者
- 丸山聡美（BSSアナウンサー、2012年4月 - 2014年12月、2016年4月 - 2017年3月）
なお、2016年2月6日の週刊とり☆リンクでは「子育て王国とっとり」が取り上げられ産休に入っていた丸山も登場した。
- 岡村帆奈美（BSSアナウンサー、2015年1月 - 2016年3月）

## 補足
2013年3月24日16:00 - 16:30に拡大版として放送され、再放送もされた。